# البا، اراگون
البا، اراگون (به اسپانیایی: Alba, Aragon) یک شهرستان در اسپانیا است که در استان تروئل واقع شده‌است.

## خصوصیات
البا ۷۰٫۵ کیلومترمربع مساحت و ۲۵۱ نفر جمعیت دارد و ۹۷۴ متر بالاتر از سطح دریا واقع شده‌است.